# رود کودوری
رود کودوری (به گرجی: კოდორი) 
(به آبخازی: Кәыдры) یک رود در گرجستان است که در آبخاز واقع شده‌است. این رود از به هم پیوستن رودخانه‌های ساکنی و گواندرا تشکیل می‌شود. کودوری با توجه به میانگین دبی سالانه ۱۴۴ متر مکعب در ثانیه (۵۱۰۰ فوت مکعب در ثانیه) و مساحت حوضه زهکشی ۲۰۵۱ کیلومتر مربع (۷۹۲ مایل مربع) در میان رودخانه‌های آبخازیا در رده نخست است. این رودخانه ۱۰۵ کیلومتر درازا دارد.